# Mistrzostwa Polski w Short Tracku 2022
Mistrzostwa Polski w Short Tracku 2022 – 26. edycja mistrzostw, która odbyła się w dniach 25–27 marca 2022 roku w Hali Olivia w Gdańsku.

## Medalistki i medaliści

### Kobiety
| Konkurencja            | Złoto                                                                                 | Wynik    | Srebro                                                                             | Wynik    | Brąz                                                                                 | Wynik    |
| ---------------------- | ------------------------------------------------------------------------------------- | -------- | ---------------------------------------------------------------------------------- | -------- | ------------------------------------------------------------------------------------ | -------- |
| 500 metrów             | Natalia Maliszewska Juvenia Białystok                                                 | 44,248   | Kamila Stormowska Stoczniowiec Gdańsk                                              | 44,321   | Nikola Mazur Stoczniowiec Gdańsk                                                     | 44,643   |
| 1000 metrów            | Kamila Stormowska Stoczniowiec Gdańsk                                                 | 1:48,729 | Nikola Mazur Stoczniowiec Gdańsk                                                   | 1:49,122 | Gabriela Topolska Juvenia Białystok                                                  | 1:49,269 |
| 1500 metrów            | Kamila Stormowska Stoczniowiec Gdańsk                                                 | 2:44,059 | Nikola Mazur Stoczniowiec Gdańsk                                                   | 2:44,389 | Magdalena Zych AZS Opole                                                             | 2:44,451 |
| Superfinał 3000 metrów | Kamila Stormowska Stoczniowiec Gdańsk                                                 | 5:58,788 | Nikola Mazur Stoczniowiec Gdańsk                                                   | 5:58,954 | Magdalena Zych AZS Opole                                                             | 5:59,179 |
| Wielobój               | Kamila Stormowska Stoczniowiec Gdańsk                                                 | 123 pkt. | Nikola Mazur Stoczniowiec Gdańsk                                                   | 76 pkt.  | Magdalena Zych AZS Opole                                                             | 42 pkt.  |
| Sztafeta 3000 metrów   | Juvenia Białystok Ada Majewska Natalia Maliszewska Hanna Sokołowska Gabriela Topolska | 4:30,411 | Stoczniowiec Gdańsk Natalia Bielicka Marta Kotowska Nikola Mazur Kamila Stormowska | 4:34,325 | Juvenia Białystok II Oliwia Bobier Kinga Chilimoniuk Anna Falkowska Hanna Orzepowska | 4:37,909 |

### Mężczyźni
| Konkurencja            | Złoto                                                                                | Wynik    | Srebro                                                                              | Wynik    | Brąz                                                                      | Wynik    |
| ---------------------- | ------------------------------------------------------------------------------------ | -------- | ----------------------------------------------------------------------------------- | -------- | ------------------------------------------------------------------------- | -------- |
| 500 metrów             | Diané Sellier Stoczniowiec Gdańsk                                                    | 41,899   | Michał Niewiński Juvenia Białystok                                                  | 41,966   | Rafał Anikiej Juvenia Białystok                                           | 42,459   |
| 1000 metrów            | Diané Sellier Stoczniowiec Gdańsk                                                    | 1:41,131 | Łukasz Kuczyński Juvenia Białystok                                                  | 1:41,503 | Rafał Anikiej Juvenia Białystok                                           | 1:41,648 |
| 1500 metrów            | Michał Niewiński Juvenia Białystok                                                   | 2:35,461 | Diané Sellier Stoczniowiec Gdańsk                                                   | 2:35,571 | Rafał Anikiej Juvenia Białystok                                           | 2:36,159 |
| Superfinał 3000 metrów | Michał Niewiński Juvenia Białystok                                                   | 5:32,345 | Diané Sellier Stoczniowiec Gdańsk                                                   | 5:51,184 | Łukasz Kuczyński Juvenia Białystok                                        | 5:52,304 |
| Wielobój               | Diané Sellier Stoczniowiec Gdańsk                                                    | 110 pkt. | Michał Niewiński Juvenia Białystok                                                  | 94 pkt.  | Łukasz Kuczyński Juvenia Białystok                                        | 50 pkt.  |
| Sztafeta 5000 metrów   | Juvenia Białystok II Paweł Adamski Rafał Anikiej Łukasz Kuczyński Dominik Palenceusz | 7:22,218 | Juvenia Białystok Krzysztof Mądry Mateusz Mikołajuk Karol Nieścier Michał Niewiński | 7:29,723 | Orzeł Elbląg Jędrzej Borowiecki Michał Krause Krzysztof Reindl Jan Stosik | 7:47,794 |

### Drużyna mieszana
| Konkurencja                   | Złoto                                                                            | Wynik    | Srebro                                                                                 | Wynik    | Brąz                                                                                 | Wynik    |
| ----------------------------- | -------------------------------------------------------------------------------- | -------- | -------------------------------------------------------------------------------------- | -------- | ------------------------------------------------------------------------------------ | -------- |
| Sztafeta mieszana 2000 metrów | Stoczniowiec Gdańsk Nikola Mazur Kamila Stormowska Jakub Dołkowski Diané Sellier | 2:48,388 | Juvenia Białystok II Hanna Sokołowska Gabriela Topolska Rafał Anikiej Łukasz Kuczyński | 2:48,914 | Juvenia Białystok III Ada Majewska Hanna Orzepowska Mateusz Mikołajuk Karol Nieścier | 2:52,850 |